# LMMS
LMMS е безплатна и междуплатформена софтуерна среда, в която се записва и редактира музика. Програмата поддържа MIDI инструменти, освен това нейната богата функционалност може допълнително да се разшири посредством стотици добавки.

## Основни характеристики
LMMS не спада към програмите, които имат тежки изисквания към хардуера на системата, на която се изпълняват. За да функционира нормално, тя се нуждае от поне 1,5-гигахерцов процесор с две ядра, 1 GB RAM и 100 MB дисково пространство. Разбира се, на по-мощните компютри могат да се реализират и по-сложни проекти, без това да се отразява негативно върху производителността.
LMMS чете стотици файлови формати, а музиката, създадена там, може да се записва в компресирани и некомпресирани файлове, най-известните от които: *.ogg, *.flac, *.mp3 и *.wav. Допълнително поддръжката на VST добавки прави безплатната програма достоен конкурент срещу десетките платени такива.

## Вградени инструменти
Потребителят има на разположение 20 вградени инструмента, всеки от който е със завидни възможности. В случай че желае, той може да използва и външни такива.
Звуковите редактори предлагат възможност за управление на различните писти и за прилагане на безброй студийни ефекти.

## Стандарти
LMMS поддържа стандартите: MIDI, SoundFont, VST, LADSPA, LV2, GUS, JACK и ZynAddSubFX.